# ستاره راک (فیلم ۲۰۰۱)
ستاره راک (به انگلیسی: Rock Star) فیلمی محصول سال ۲۰۰۱ و به کارگردانی استیون هرک است. در این فیلم بازیگرانی همچون مارک والبرگ، جنیفر آنیستون، جیسون فلمینگ، تیموتی اولیفانت، تیموتی اسپال، دومینیک وست، نیک کاتانس، برایان واندر آرک، جیسون بونام، زک وایلد، جف پیلسون، هیدی مارک، ریچل هانتر، داگمارا دومینچیک، کری استیونس، استیفن جنکینز، بت گرانت، متیو گلاو، مایلز کندی و رالف سائنز ایفای نقش کرده‌اند.